# Повзик тибетський
Повзик тибетський (Sitta nagaensis) — вид горобцеподібних птахів родини повзикових (Sittidae).

## Поширення
Вид поширений в Південно-Східній Азії від Тибету до південно-центральної частини В'єтнаму. Його природними середовищами існування є помірні ліси, субтропічні або тропічні вологі низинні ліси та субтропічні або тропічні вологі гірські ліси.

## Опис
Дрібний птах, завдовжки 12-15 см, вагою 12-22 г. Верхня частина тіла синьо-сірого кольору, нижня — блідо-сіра. Від основи дзьоба через око до плечей проходить чорна лоральна смужка. Гузка червонувато-коричнева з білими цятками. Боки темно-цегляного забарвлення.

## Підвиди
- S. n. montium La Touche, 1899
- S. n. nagaensis Godwin-Austen, 1874
- S. n. grisiventris Kinnear, 1920